# Гляуда, Анна Яновна
Анна Яновна Гляуда, в девичестве — Яунжейкаре (латыш. Anna Gļauda; 4 марта 1926 года, Берзпилс, Латвия — 11 мая 2016 года, Берзпилс, Балвский край, Латвия) — свинарка совхоза «Берзпилс» Балвского района Латвийской ССР. Герой Социалистического Труда (1958). Депутат Верховного Совета СССР 5-го созыва.

## Биография
Родилась в 1926 году в крестьянской семье в селе Берзпилс, Латвия. С 1949 года трудилась в местном колхозе (позднее — колхоз «Берзпилс» Балвского района), с 1957 года — свинарка в этом же колхозе.
Достигла высоких трудовых результатов в свиноводстве. Ежегодно свиноматки, закреплённые за Анной Гляудой, приносили три приплода. За четыре года работы с 1954 по 1957 года вырастила около 900 свиней. В 1957 году вырастила в среднем по 27,6 поросят от каждой свиноматки. В годы Шестой пятилетки (1956—1960) среднесуточный привес составил около 800 грамм на каждую голову. Указом Президиума Верховного Совета СССР от 15 февраля 1958 года удостоена звания Героя Социалистического Труда «за выдающиеся успехи, достигнутые в деле развития сельского хозяйства по производству зерна, картофеля, сахарной свеклы, мяса, молока и других продуктов сельского хозяйства, и внедрение в производство достижений науки и передового опыта» с вручением ордена Ленина и золотой медали Серп и Молот.
С 1959 года — член КПСС. Избиралась депутатом Верховного Совета СССР 5-го созыва (1958—1962), членом Балвского райкома КП Латвии, делегатом XX съезда КП Латвии.
В последующие годы трудилась телятницей в этом же колхозе.
После выхода на пенсию проживала в родном селе Берзпилс. Умерла в мае 2016 года.